# Pedro Vignola Cortés
Pedro Vignola Cortés (Copiapó, 8 de julio de 1879 - 29 de junio de 1941, Santiago) fue un militar chileno, Comandante en jefe del Ejército de Chile entre diciembre de 1932 y diciembre de 1933.

## Biografía
Nació en Copiapó, el 8 de julio de 1879. 
Se casó con Alicia Reslie Barrón (n. 1870) y fueron padres de cuatro hijos.

## Trayectoria militar
Comienza su carrera en 1899, ingresando como Cadete a la Escuela Militar y egresa al año siguiente como Alférez de Artillería, siendo su primera destinación el Regimiento de Artillería de Costa.
En el grado de Teniente, se desempeña en el Regimiento de Artillería a Caballo, en el Regimiento de Artillería Nº 4 Miraflores y en la Escuela de Suboficiales, donde destaca por sus especiales condiciones de mando, que le permiten ser destinado al Ejército de Colombia, donde presta importantes servicios, a la vez que se enriquece profesionalmente.
A su regreso, el mando lo destina al Regimiento de Artillería Nº 1 Tacna.
Entre 1918 y 1920 estudia en la Academia de Guerra, ascendiendo a Mayor.
En ese grado, se desempeña como Profesor de dicho Instituto y de la Escuela de Artillería y, en 1926, dirige la Escuela de Aplicación.
Ascendido a Coronel, vuelve a clases en la Escuela de Artillería, ocupando además la jefatura del Departamento de esa Arma.
En 1931 fue Comandante en Jefe de la I División con asiento en Antofagasta, ascendiendo a General de Brigada.
Tras la elección como Presidente de Arturo Alessandri Palma, a fines de 1932, es nombrado Comandante en Jefe del Ejército, cargo que sirvió brillantemente durante un año.
En febrero de 1933 es ascendido a General de División y en diciembre del mismo año, se le concede el retiro de la Institución.
Falleció en Santiago, el 29 de junio de 1941 a los 62 años.

## Papel en la «Rebelión de Antofagasta»
26 de septiembre de 1932: Este día en que se gestó un inédito levantamiento civilista que fue una verdadera “lección a la democracia” para un Chile inestable en ese entonces.
Los constantes golpes de Estado ocurridos en esa época y una serie de gobiernos de facto,ponían como jefe de Gobierno al general Bartolomé Blanche. Luego que fuese derrocado Juan Esteban Montero, los golpes de estado se habían convertido en una costumbre bastante vergonzosa, donde Chile se encaminaba a ostentar el triste récord de nueve gobernantes en siete meses.
El general Blanche prometió llamar a elecciones presidenciales y parlamentarias a la brevedad, sin embargo, existían rumores que antes que eso ocurriera, otros generales podrían tomarse La Moneda, entre los que se cuentan el General Pedro Lagos, quien en movimientos anteriores había llegado con tanques a La Moneda y se decía que estaba cansado de trabajar para otros; el comodoro Arturo Merino Benítez, quien desde la base de El Bosque decidía las asonadas, también podía tomar la iniciativa y el General Otero, ministro de defensa en ese momento.
En ese contexto de inestabilidad, desde Antofagasta se comenzó a gestar un movimiento civilista que estuvo representado por diversos sectores de la Sociedad Civil de la ciudad en ese entonces.
A comienzos de septiembre de 1932, se había formado en Antofagasta, un comité civilista, en el que estaban representados todos los sectores. En este grupo encontramos a Benjamín Aguirre, gerente de la Compañía Cervecerías Unidas, representando a los Industriales; el doctor Gonzalo Castro Toro, al Colegio Médico; Osvaldo Hiriart Corvalán, al Colegio de Abogados; el comediógrafo y periodista Julio Asmussen Urrutia, a los intelectuales; Edmundo Fuenzalida, director de El Industrial, representaba a la prensa; Luis López, Alberto Chipoco y José Ramos, a los comerciantes, sindicatos y pescadores.
Según palabras de los participantes, “el propósito de este comité será propugnar un gran esfuerzo por ambos lados: por el militar, terminar con el caudillismo y consagrarse exclusivamente a su labor profesional; y por el civil, apagar las pasiones, renunciar a los intereses egoístas y respetar al militar que cumple la misión que la patria la ha confiado”.
Rápidamente, las palabras de este comité se propagaron entre todos los antofagastinos. Fue tanto el alcance, que el grupo se atrevió a invitar a Pedro Vignola, Comandante en Jefe de la I División de Ejército (más tarde ascendido a General de Brigada), para que participara de la reunión.
En ese encuentro, el movimiento civilista le plantea al general Pedro Vignola Cortés que “el país no podía continuar con ese carrusel de cuartelazos. La situación económica era caótica y en ese momento no había dinero para pagar los sueldos de la administración pública. Era indispensable rayar la cancha y que cada cual asumiera sus responsabilidades: los civiles acatando y respetando el resultado de las urnas, y los uniformados como garantes de la constitucionalidad”.
Estos argumentos fueron suficientes para convencer al general Pedro Vignola, quien un 26 de septiembre de 1932, enviaba un telegrama a Santiago entregando el sentir de los antofagastinos. Esto decía el texto:

### Comando de la Primera División, al Comandante en Jefe del Ejército
“Prensa dice que el General Blanche no entregará por ningún motivo el Gobierno hasta nuevas elecciones. Que el General Ibáñez no se abstendrá de la injerencia política y que será incorporado al Ejército. Esas noticias han producido profundo desagrado en el elemento civil del norte, que ve acercarse nuevas dictaduras militares. Los incidentes entre civiles y militares en Santiago prueban el cansancio y el odio del elemento civil por la participación de las Instituciones Armadas en la política del país. “La guarnición de Santiago, que no representa la opinión de todo el Ejército, es culpada de la inestabilidad de los gobiernos, del estado desastroso del país y del desprestigio que hemos conquistado en el extranjero. “El sentir patriótico del personal de la Primera División del Ejército, que hasta hoy no se había manifestado a U.S., a pesar de que en Santiago se procede a nombre de todo el ejército, abandona por un momento sus tareas profesionales para decir a U.S. que comparte con el elemento civil de ese malestar intenso, que es precursor de grandes desgracias nacionales y desea que U.S. quiera hacer presente a la guarnición de Santiago las siguientes consideraciones: “Que repudia enérgicamente toda intromisión del Ejército en la dirección del Gobierno y que, en consecuencia, no presta su apoyo moral a ninguna actividad militar en la política del país. “Que su anhelo más ardiente es que se establezca rápidamente el orden constitucional, para que un gobierno civil dirija las próximas elecciones con amplio derecho y libertad. “Que la guarnición de Santiago recupere su prestigio entre nuestros hermanos civiles, prescindiendo en absoluto de su intromisión en la política de este pobre país, que vive sobre un montón de hambrientos y de cesantes desnudos, y con todas sus actividades productivas paralizadas por la inestabilidad de los gobiernos revolucionarios. “Que el personal de la Primera División del Ejército desea intensamente la tranquilidad pública interna, la unión de todas las actividades en bien de nuestro pueblo, la mordaza para las pasiones e intereses egoístas, estableciendo cuando antes la constitucionalidad, que es la única salvación nacional en los momentos en que corremos vertiginosamente hacia la ruina social y económica. “Que con todo el amor de hermanos y de chilenos patriotas, hacemos un llamado a la guarnición de Santiago hacia la cordura, la concordia y la disciplina nacional.
- Pedro Vignola, Comandante de la Primera División del Ejercito

En Antofagasta, el Comité Civilista se transforma en un gobierno provisional. La primera medida es sacar de su cargo al intendente en funciones, y se le exige al general Bartolomé Blanche renunciar por no contar con la confianza de los ciudadanos. También se abren las fronteras con Bolivia y Argentina para asegurar el abastecimiento de la ciudad.
Ante esto, Blanche decretó la destitución inmediata del general Pedro Vignola Cortés y el arresto de la directiva del llamado Comité Civilista. Este último anuncio resultaba absurdo porque no había en Antofagasta ninguna autoridad que la pudiera hacer cumplir. Carabineros, la policía civil y los magistrados se habían puesto a disposición del comité. La Guarnición Militar de Santiago respondió en forma altanera: “Cueste lo que cueste, será aplastada la rebelión de Antofagasta”.
Otra medida de Blanche fue designar a Armando Marín Mujica como nuevo comandante de la Primera División, y fue enviado de inmediato en barco hasta Antofagasta. Sin embargo, a su llegada al puerto, Marín fue arrestado y mandado de vuelta en la misma embarcación en la que había llegado.
La noticia del arresto del general Marín aumentó la indignación de los jefes militares que rodeaban a Blanche. De inmediato se ordenó que el destructor Lynch zarpase a Antofagasta, con mil hombres escogidos. La nave de guerra debía bloquear Antofagasta y exigir su rendición. Pero el Lynch nunca llegó a la Perla del Norte. El mismo día que zarpaba, la guarnición de Concepción adhería al general Pedro Vignola Cortés.
El régimen se desmoronó rápidamente. El general Blanche dimitió y entregó el mando a Abraham Oyanedel Urrutia.
La alegría en Antofagasta fue total Unas 20 mil personas participaron en un desfile de festejo realizado por las calles de la ciudad. Antofagasta, había sido cuna de una revolución civilista, pacífica, y que de la mano de los militares, había logrado darle una lección a la democracia chilena.
Las palabras del General Pedro Vignola fueron: “Los militares en esta jornada hemos adquirido un compromiso solemne con la patria y los chilenos: sólo nos dedicaremos a nuestros deberes y jamás empuñaremos las armas si no fuese para defender la soberanía nacional”.
El 24 de diciembre de 1933, Oyanedel entregó el poder a Arturo Alessandri Palma, como consecuencia Pedro Vignola asumió la Comandancia del Ejército.